# Suma (république de Carélie)
Suma (en carélien : Suma, en finnois : Suma, en russe : Су́мский Поса́д, Soumski Posad) est une municipalité rurale du raïon de Belomorsk en république de Carélie.

## Géographie
Suma est située est située en bordure de la rivière Suma, près des rivages de la mer Blanche, à 51 km au sud-est de Belomorsk.
La municipalité de Suma a une superficie de 8 432,9 km2.
Suma est bordée au sud-est par Njuhtša du raïon de Belomorsk et par l'oblast d'Arkhangelsk, au sud par Valdai du raïon de  Segueja et à l'ouest par Idel et Kesäjoki, ainsi qu'au nord-ouest par la ville de Belomorsk. 
Suma compte 60,6 % de sa superficie en espaces naturels et 39,3 % des plans d'eau.

## Démographie
Recensements (*) ou estimations de la population
| 2009 | 2010 | 2013 | - |
| ---- | ---- | ---- | - |
| 966  | 718  | 662  | - |

## Personnalité
- Fiodor Voronine (V. 1828 - ap. 1884), baleinier, y est né.